# Поггенберг, Юстус Фердинанд
Юстус Фердинанд Поггенберг (англ. Justus Ferdinand Poggenburg или англ. Justus Ferdinand Poggenburgh, 1840 — 1893) — американский ботаник.

## Биография
Юстус Фердинанд Поггенберг родился в 1840 году.
Поггенберг был одним из основателей Нью-йоркского ботанического сада. Он работал над изучением флоры Канады и США, сформировав успешную таксономическую команду с Натаниэлем Лордом Бриттоном (1859—1934) и Эмерсоном Эльикком Стернсом (1846—1926).
Юстус Фердинанд Поггенберг умер в 1893 году.

## Научная деятельность
Юстус Фердинанд Поггенберг специализировался на папоротниковидных и на семенных растениях.

## Публикации
- 1888. Justus Ferdinand Poggenburg, Nathaniel Lord Britton, Emerson Ellick Sterns, Addison Brown, Thomas Conrad Porter, Charles Arthur Hollick. Preliminary catalogue of Anthophyta and Pteriodphyta reported as growing spontaneously within one hundred miles of New York City. Editor Torrey Botanical Club.